# Christine Anlauff
Christine Anlauff (* 1971 in Potsdam) ist eine deutsche Schriftstellerin.

## Leben und Werk
Nach einer Ausbildung zur Buchhändlerin studierte Christine Anlauff Archäologie, Geschichte und Literaturwissenschaft in Berlin und Potsdam. 2005 erschien ihr Debütroman „Good morning Lehnitz“, der vor autobiografischem Hintergrund von einer Abiturklasse in einer NVA-Kaserne während der Wende erzählt. Überregionale Aufmerksamkeit erhielt sie auch durch einen Essay im Journal Das Magazin, in dem sie beschreibt, wie ihr Antrag auf Wohngeld aufgrund eines zu geringen Einkommens abgelehnt wurde. Anlauff stellt in dem Essay die These auf, dass man eine sechsköpfige Familie mit 13,50 Euro pro Tag ernähren und damit sogar glücklich sein könne.
Die Arbeit von Christine Anlauff umfasst vorwiegend unterhaltsame Prosa, aber auch Lyrik und Essay sowie Hörspiele und ein Theaterstück für Kinder. Für ihre Werke erhielt sie mehrere Auszeichnungen, zuletzt den 1. Deutschen Katzenkrimipreis für ihren Roman „Katzengold“.

## Bücher
- Good morning Lehnitz, Roman, Gustav Kiepenheuer Verlag, Berlin 2005, ISBN 978-3-378-00661-4
- Katzengold, Roman, Gustav Kiepenheuer Verlag, Berlin 2010, ISBN 978-3-378-00697-3
- Einen Zungenschlag richtig, Gedichte, hochroth Verlag, Berlin 2010, ISBN 978-3-942161-05-3
- Katzenmond, Roman, Aufbau Verlag, Berlin 2012, ISBN 978-3-7466-2842-4
- Schnurr mir das Lied vom Tod, Roman, Piper Taschenbuch, München 2014, ISBN 978-3-492-30243-2
- Die schönsten Sagen und Legenden aus Potsdam, be.bra verlag, Berlin 2014, ISBN 978-3-86124-684-8
- Der Fall Garnisonkirche. Ein Verloren-in-Potsdam-Krimi, be.bra verlag, Berlin 2015, ISBN 978-3-89809-537-2

## Hörbücher, Hörspiele und Theaterstücke
- Emil und Isbart das Elchhörnchen, Radiogeschichte, gelesen von Rainer Strecker, gesendet im November 2007
- Isbart das Elchhörnchen, Theaterstück, Uraufführung im Juni 2008 im Hans Otto Theater[4]
- Florians kurze Zeit mit der Langeweile, Radiogeschichte, gelesen von Peter Liebaug, gesendet im Mai 2008
- Potsdamer Sagen und Legenden, gesprochen von Uve Teschner, Verlag Michael John, Hamburg und Nürnberg 2011, ISBN 978-3-942057-12-7
- Der geniale Dr. Mumpitz, Radiogeschichte, gelesen von Jürgen Thormann, gesendet im September und Oktober 2011 in der Sendung Ohrenbär (RBB)

## Auszeichnungen und Preise
- 1997: 1. Preis Young life Berlin
- 1998: 2. Preis Young live Berlin
- 2002: 2. Preis (Lyrik) des Journals Schreib – Zeitschrift für junge Literatur
- 2002: 6. Platz (bis Platz 6 honoriert) Autorinnenforum Rheinsberg
- 2007: Stipendium Paul Maar des Kinder- und Jugendtheaterzentrums in Deutschland
- 2010: 1. Deutscher Katzenkrimi-Preis